# Хуліан Ортіс Ґіл
Хуліан Ортіс Ґіл (ісп. Julián Ortiz Gil) — баскський підприємець, президент клубу «Депортіво Алавес» із міста Віторія-Гастейс. В 1984—1986 роках 28-й, за ліком, президент головного футбольного клубу Алави.

## Життєпис
Хуліан Ортіс Ґіл був із числа дрібної баскської знаті. Успадкувавши родинну справу, Хуліан зміг  наростити вплив та важливість свого бізнесу та персони. Його відзначали як успішного і ретельного фінансиста, тому й долучено було до числа опікунів найголовнішого й популярнішого спортивного клубу Алави. Відтак, Ортіс Ґіл, ставши сосіос клубу, з роками, приумножував свій вплив. Йому випало прийти до клубу в найкритичніші роки: коли борги минулих очільників звалилися на клуб запобігти банкротству стало пониження до 4-ї (офіційно Терсери), уже регіональної ліги.
Хуліан Ортіс Ґіл продовжував родинні фінансові справи і був активним партнером спортивного клубу, він пристав на вмовляння інших впливових сосіос, і за сприяння Хосе Луїса Компаньйона (незмінного менеджера-адміністратора клубу, майже 40 років) прийшов під гаслами рятівника в 1984 році, ставши президентом клубу «Депортиво Алавес». Прийшовши до команди в часі тривалого її перебування в Сегунді «В», йому необхідно було об'єднати тренерський штаб та футболістів задля підвищення в класі. Тому він вдався, до уже звичної для команди, тренерської ротації, але ні молоді й агресивні Хосе Мануель Еснал (José Manuel Esnal “Mané”) та Немесіо Мартін Монтехо (Nemesio Martín Montejo „Neme“) в 1984-85 роках, ні досвідчений  Нандо Йосу (Nando Yosu) в сезоні 1985-1986 років не змогли підняти команду з середняків Сегунди «В». А на початку 1986 року прийшло неочікуване фіаско: за борги перед кількома футболістами (які подали позов на клуб), федерація примусово понизила команду до ліги аматорів та стягувала з них десятки мільйонів песет. Відтак, на такій мінорній ноті, каденція Хуліан Ортіс Ґіл дійшла до кінця і він поступився місцем своїм партнерам-наставникам: Луїсу Компаньйону та  — Хосе Антоніо Росасу.
Але, поступившись посадою президента алавесців, Хуліан Ортіс Ґіл продовжував свої фінансові справи, окрім того сприяв спорту в столиці Алави, будучи активним сосіос клубу, помер на 78 році життя 4 січня 2020 року .